# Местор (сын Персея)
Местор (др.-греч. Μήστωρ) — персонаж древнегреческой мифологии.

## Сын Персея
Царь Микен. Сын Персея и Андромеды. Брат Перса, Алкея, Сфенела, Элея, Электриона и Горгофоны и Эрифраса.
Женат на Лисидике, дочери Пелопса. Их дочь Гиппофоя была похищена Посейдоном.